# Acanthochlamys bracteata
Acanthochlamys bracteata là một loài thực vật có hoa trong họ Velloziaceae. Loài này được P.C.Kao miêu tả khoa học đầu tiên năm 1980.